# Pezodontina guianae
Pezodontina guianae är en tvåvingeart som beskrevs av Lindner 1949. Pezodontina guianae ingår i släktet Pezodontina och familjen vapenflugor.
Artens utbredningsområde är Guyana. Inga underarter finns listade i Catalogue of Life.